# Turner Entertainment
Turner Entertainment Company, Inc. (comúnmente conocido como Turner Entertainment Co.) es una compañía de medios fundada por Ted Turner. Comprado por WarnerMedia, junto con Turner Broadcasting System, la empresa fue en gran parte responsable de la supervisión de su biblioteca para su distribución en todo el mundo. En los últimos años, en gran medida este papel se ha limitado a ser el titular de los derechos de autor, ya que la biblioteca se ha incorporado a la de Turner Broadcasting Company y Warner Bros.

## Historia
El 25 de marzo de 1986, Ted Turner y su compañía Turner Broadcasting System adquirió MGM de Kirk Kerkorian por 600 millones de dólares, y le cambió el nombre MGM Entertainment Company, Inc. Sin embargo, debido a las preocupaciones de la comunidad financiera sobre la deuda de carga de sus empresas, en 26 de agosto de 1986, se vio obligado a vender MGM de nuevo a Kerkorian por aproximadamente 300 millones de dólares. Sin embargo, Turner mantuvo de MGM contenidos de película, televisión y la biblioteca de dibujos animados, así como una proporción de la biblioteca de United Artists, formando Turner Entertainment Company, Inc. La biblioteca también incluye pre-títulos de 1950 de Warner Bros., las caricaturas de Fleischer Studios/Famous Studios como Popeye, diseñados originalmente por Paramount Pictures, los derechos de distribución Estados Unidos/Canadá/Latinoamérica/Australia de la biblioteca de RKO Radio Pictures, y Gilligan's Island y sus empresas de animados derivados.
En diciembre de 1987, Turner adquirió los derechos en todo el mundo a través de una licencia de 800 películas de RKO desde su entonces empresa, Wesray Capital Corporation.
En 1988, Turner adquirió Midway Games y Williams Electronics.
El 3 de octubre de 1988, Turner Broadcasting puso en marcha la red de TNT, y más tarde Turner Classic Movies para utilizar su antigua biblioteca de MGM/UA. De este modo, Turner ha jugado un papel importante en la preservación y restauración de películas. Mediante la difusión de películas clásicas como El mago de Oz, Casablanca, Cantando bajo la lluvia, Lo que el viento se llevó, Ciudadano Kane, King Kong, Desfile de Pascua de y la original El cantante de jazz, en numerosos canales de cable afiliados de Turner, así como también se mostraba ante las salas de cine de reactivación y de vídeo doméstico en todo el mundo, Turner introduce una nueva generación a estas películas y se asegura de que estas películas no se olviden.
El 29 de noviembre de 1989, Turner hizo otro intento para comprar MGM/UA, pero el acuerdo fracasó, y Turner formó Turner Pictures y Turner Pictures Worldwide en su lugar.
En 1991, Turner adquirió Hanna-Barbera Productions, la mayor parte de la biblioteca Ruby-Spears Productions antes de 1991, Man from Atlantis de Great American Broadcasting. Poco después de Turner Broadcasting lanzó Cartoon Network, Boomerang y posteriormente, esto se hizo para utilizar su vasta biblioteca de animación.
En 1993, Turner adquirió Castle Rock Entertainment y New Line Cinema.
Turner Entertainment auto-distribuyó gran parte de su biblioteca para la primera década de su existencia, pero el 10 de octubre de 1996, Turner Broadcasting fue comprado por Time Warner y sus funciones de distribución fueron absorbidos en gran medida en Warner Bros. y como resultado, Turner ahora sirve en gran medida simplemente como un propietario de los derechos de una parte de la biblioteca de Warner Bros. Hanna-Barbera como propósito actual es la única unidad de Warner Bros. Animation que servido como los propietario de los derechos de sus creaciones, tales como Los Picapiedra, Scooby-Doo y el Oso Yogui mientras que las divisiones de Time Warner manejan las ventas y mercancía.

## Compañía de producción
Turner Entertainment, una compañía de producción, también crea programación original dentro de la empresa, tales como documentales sobre las películas de su propiedad, el nuevo material de animación basado en Tom y Jerry y otras propiedades de dibujos animados relacionados, y una vez producidas las películas hechas para televisión, miniseries y películas de cine como Gettysburg, Tom y Jerry: la película, Fallen, El guardián de las palabras y Los gatos no bailan bajo el estandarte Turner Pictures.
Turner también tenía una unidad internacional ventas de distribución, Turner Pictures Worldwide Distribution. Turner Pictures se pliega en Warner Bros. después de la fusión de Turner-Time Warner, y actualmente tiene los derechos de distribución de las películas realizadas por la división de producción.
El guardián de las palabras y los gatos no bailan fueron producidos bajo Turner Feature Animation, unidad de animación de Turner encabezado por David Kirschner y Paul Gertz. Independizado de la división característica de Hanna-Barbera, Turner Feature Animation fue plegado en Warner Bros. Feature Animation, que luego se fusionó con Warner Bros. Animation.
Turner también tenía una unidad de televisión llamado Turner Program Services que se había quedado hasta 1996 cuando fue renombrado como Telepictures Distribution, que distribuye Mama's Family y todos los TPS de muestra a partir de 1996.
En 2003 Telepictures Distribution fue plegado en Warner Bros. Television Distribution lo que significaba Telepictures se hizo cargo todas las series que eran la primera carrera y distribuido por TD.

## Home video
En la primera década de su existencia, Turner lanzó la mayor parte de su propio catálogo en video a través de Turner Home Entertainment (THE). Sin embargo, las bibliotecas de película MGM y Warner, que poseía Turner estaban todavía distribuidas por MGM / UA Home Video junto con el hasta que sus derechos expiraron en 1999, mientras que el cargo de la distribución de vídeo doméstico de títulos de la biblioteca de RKO. THE lanzó películas producidas por Turner Pictures en vídeo casero con sus distribuidores y de forma independiente lanzó la biblioteca de dibujos animados de Hanna-Barbera en vídeo casero.
THE también dio a conocer la World Championship Wrestling de eventos pay-per-view, perfiles de luchador, y "Lo mejor" eb paquetes de vídeo hasta la desaparición de la WCW en 2001; la videoteca de la WCW, junto con el propio WCW, fueron vendidos a la World Wrestling Federation (WWF, ahora conocida como WWE), en marzo de 2001.
De 1994 a principios de 1997, las emisiones de vídeo doméstico también distribuidos de New Line Home Video y Williams Home Entertainment, tomar el relevo de Columbia TriStar Home Video, así como programas de PBS (tomando el relevo de la desaparecida Pacific Arts). NLHE distribuye películas de New Line en video por sí mismo a partir de 1997 hasta la fusión Warner Bros./New Line Cinema en 2008. Los programas de PBS ahora se distribuyen en video y DVD por la propia compañía distribuidora de PBS, PBS Distribution.
En 1994, el entró en un acuerdo de distribución con Columbia TriStar Home Video en el Reino Unido hasta que el acuerdo expiró en 1997 (aunque algunas películas estrenadas en VHS por THE se distribuyen en el Reino Unido por First Independent Films).
Luego de la fusión Turner-Time Warner, THE fue absorbida por Warner Home Video como una única unidad de nombre en diciembre de 1996. Sin embargo, Turner Classic Movies exime conjuntos especiales en la caja de edición en DVD de películas tanto de los catálogos de Turner y Warner bajo la etiqueta de TCM. (Algunas revistas como Starlog al enumerar los próximos lanzamientos de Warner relacionados con la programación de Cartoon Network aparece como ser liberado por THE, probablemente para diferenciarlo de otros títulos, orientados a adultos).